# ムーシャルァンドゥ
ムーシャルァンドゥ(Muxaluando、またはMuxiluando）はアンゴラベンゴ州ナンブアンゴーンゴのコムナ・町の一つである。